# Ultimate Force
Ultimate Force ist ein US-amerikanischer Actionfilm des Regisseurs Mark Burson aus dem Jahr 2005 mit MMA-Kämpfer Mirko „Cro Cop“ Filipović in der Hauptrolle des Ex-Soldat Axon Rey. Der Film wurde in Kroatien im Kino aufgeführt und darüber hinaus in zahlreichen Ländern auf DVD veröffentlicht, in Deutschland am 24. Februar 2011. Eine deutsche Wiederveröffentlichung des Films im Juni 2014 trägt den Titel Sphinx – Fight to Death.

## Handlung
Der kroatische Killer Axon Rey arbeitet für eine undurchsichtige Militärorganisation. Während eines Auftrages zur Ermordung eines gutbewachten Politikers in Ostindien verzichtet er darauf, eine weibliche Zeugin zu liquidieren. Sein Vorgesetzter Janus schickt ihn daraufhin auf eine abgelegene Insel, wo Rey ein Trainingsprogramm absolvieren soll, das sein Funktionieren absichert. Die Prüfungen, denen er sich dort unterzieht, bestehen u. a. aus unbegründeten Injektionen und einer Reihe von Überlebenskämpfen gegen andere Teilnehmer des Programmes. Es gelingt Rey, während eines Angriffs einer eigentlich übermächtigen Spezialtruppe zu fliehen und einige seiner Mitprüflinge sowie seine Ex-Freundin Sara mit der Hilfe von Janus zu befreien. Überzeugt davon, dass die Organisation ihn nun tot sehen möchte, übernimmt Rey den Auftrag Janus’, deren Militärführer zu eliminieren. Erst langsam versteht er, dass er von Janus benutzt wird, der selbst die Macht in der Organisation übernehmen möchte. Rey muss sich entscheiden, wer der wahre Freund und der wahre Feind ist. Er kann Janus unschädlich machen.

## Kritik
Film Critics United nannte den Film „eine profillose Produktion, einen furchtbar schlechten Vorwand für einen Actionfilm“. Das Lexikon des internationalen Films sah einen „Actionfilm nach üblichem Schema, der ohne besondere Höhepunkte abgespult wird“.